# Epidapus bidens
Epidapus bidens är en tvåvingeart som beskrevs av Lyudmila Komarova 2001. Epidapus bidens ingår i släktet Epidapus och familjen sorgmyggor. Inga underarter finns listade i Catalogue of Life.